# Hautot-sur-Mer
Hautot-sur-Mer est une commune française située dans le département de la Seine-Maritime en région Normandie.

## Géographie

### Localisation
Limitrophe avec la ville de Dieppe, la commune est desservie par la route départementale 75 (RD 75) qui longe la côte d'Albâtre.

### Hydrographie
La commune est située dans le bassin Seine-Normandie. Elle est drainée par la Scie et le fossé du Plessis,,.
La Scie s'écoule du sud vers le nord. D'une longueur de 38 km, elle prend sa source dans la commune d'Étaimpuis et se jette  dans la Manche sur la commune, après avoir traversé 20 communes. 

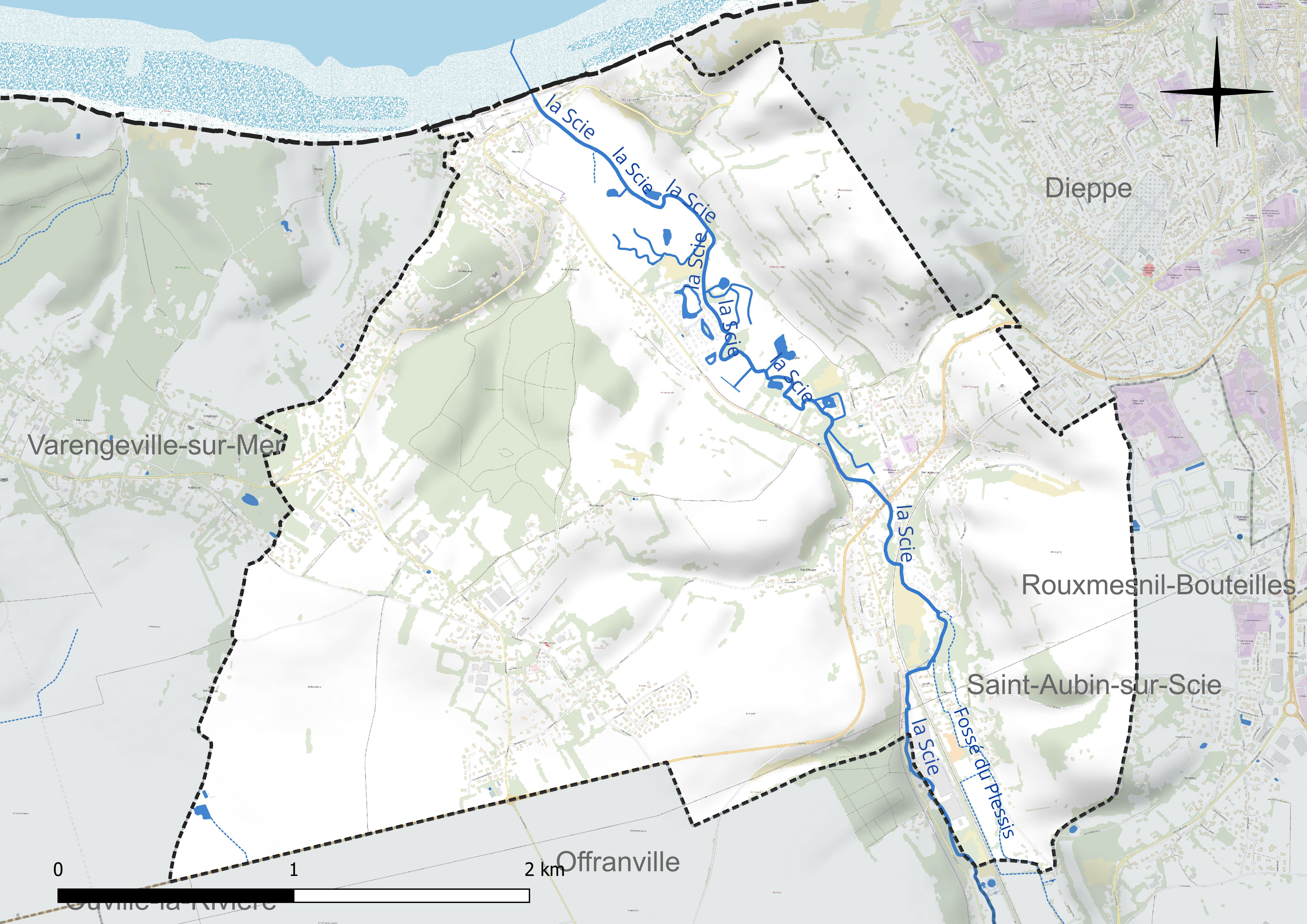
Réseau hydrographique d'Hautot-sur-Mer.

### Climat
Pour des articles plus généraux, voir Climat de la Normandie et Climat de la Seine-Maritime.
En 2010, le climat de la commune est de type climat océanique franc, selon une étude du CNRS s'appuyant sur une série de données couvrant la période 1971-2000. En 2020, Météo-France publie une typologie des climats de la France métropolitaine dans laquelle la commune est exposée à un climat océanique et est dans la région climatique Côtes de la Manche orientale, caractérisée par un faible ensoleillement (1 550 h/an) ; forte humidité de l’air (plus de 20 h/jour avec humidité relative > 80 % en hiver), vents forts fréquents. Parallèlement le GIEC normand, un groupe régional d’experts sur le climat, différencie quant à lui, dans une étude de 2020, trois grands types de climats pour la région Normandie, nuancés à une échelle plus fine par les facteurs géographiques locaux. La commune est, selon ce zonage, exposée à un « climat maritime », correspondant au Pays de Caux, frais, humide et pluvieux, légèrement plus frais que dans le Cotentin.
Pour la période 1971-2000, la température annuelle moyenne est de 10,5 °C, avec une amplitude thermique annuelle de 13 °C. Le cumul annuel moyen de précipitations est de 918 mm, avec 13,6 jours de précipitations en janvier et 8,6 jours en juillet. Pour la période 1991-2020, la température moyenne annuelle observée sur la station météorologique la plus proche, située sur la commune de Dieppe à 4 km à vol d'oiseau, est de 11,3 °C et le cumul annuel moyen de précipitations est de 805,2 mm,. Pour l'avenir, les paramètres climatiques de la commune estimés pour 2050 selon différents scénarios d'émission de gaz à effet de serre sont consultables sur un site dédié publié par Météo-France en novembre 2022.

## Urbanisme

### Typologie
Au 1er janvier 2024, Hautot-sur-Mer est catégorisée ceinture urbaine, selon la nouvelle grille communale de densité à sept niveaux définie par l'Insee en 2022.
Elle appartient à l'unité urbaine de Hautot-sur-Mer, une agglomération intra-départementale regroupant trois  communes, dont elle est ville-centre,,. Par ailleurs la commune fait partie de l'aire d'attraction de Dieppe, dont elle est une commune de la couronne,. Cette aire, qui regroupe 62 communes, est catégorisée dans les aires de 50 000 à moins de 200 000 habitants,.
La commune, bordée par la Manche, est également une commune littorale au sens de la loi du 3 janvier 1986, dite loi littoral. Des dispositions spécifiques d’urbanisme s’y appliquent dès lors afin de préserver les espaces naturels, les sites, les paysages et l’équilibre écologique du littoral, tel le principe d'inconstructibilité, en dehors des espaces urbanisés, sur la bande littorale des 100 mètres, ou plus si le plan local d’urbanisme le prévoit.

### Occupation des sols
L'occupation des sols de la commune, telle qu'elle ressort de la base de données européenne d’occupation biophysique des sols Corine Land Cover (CLC), est marquée par l'importance des territoires agricoles (71 % en 2018), en diminution par rapport à 1990 (71,9 %). La répartition détaillée en 2018 est la suivante : 
prairies (45,1 %), terres arables (20,3 %), zones urbanisées (18,8 %), forêts (9,7 %), zones agricoles hétérogènes (5,6 %), zones humides côtières (0,4 %). L'évolution de l’occupation des sols de la commune et de ses infrastructures peut être observée sur les différentes représentations cartographiques du territoire : la carte de Cassini (XVIIIe siècle), la carte d'état-major (1820-1866) et les cartes ou photos aériennes de l'IGN pour la période actuelle (1950 à aujourd'hui).

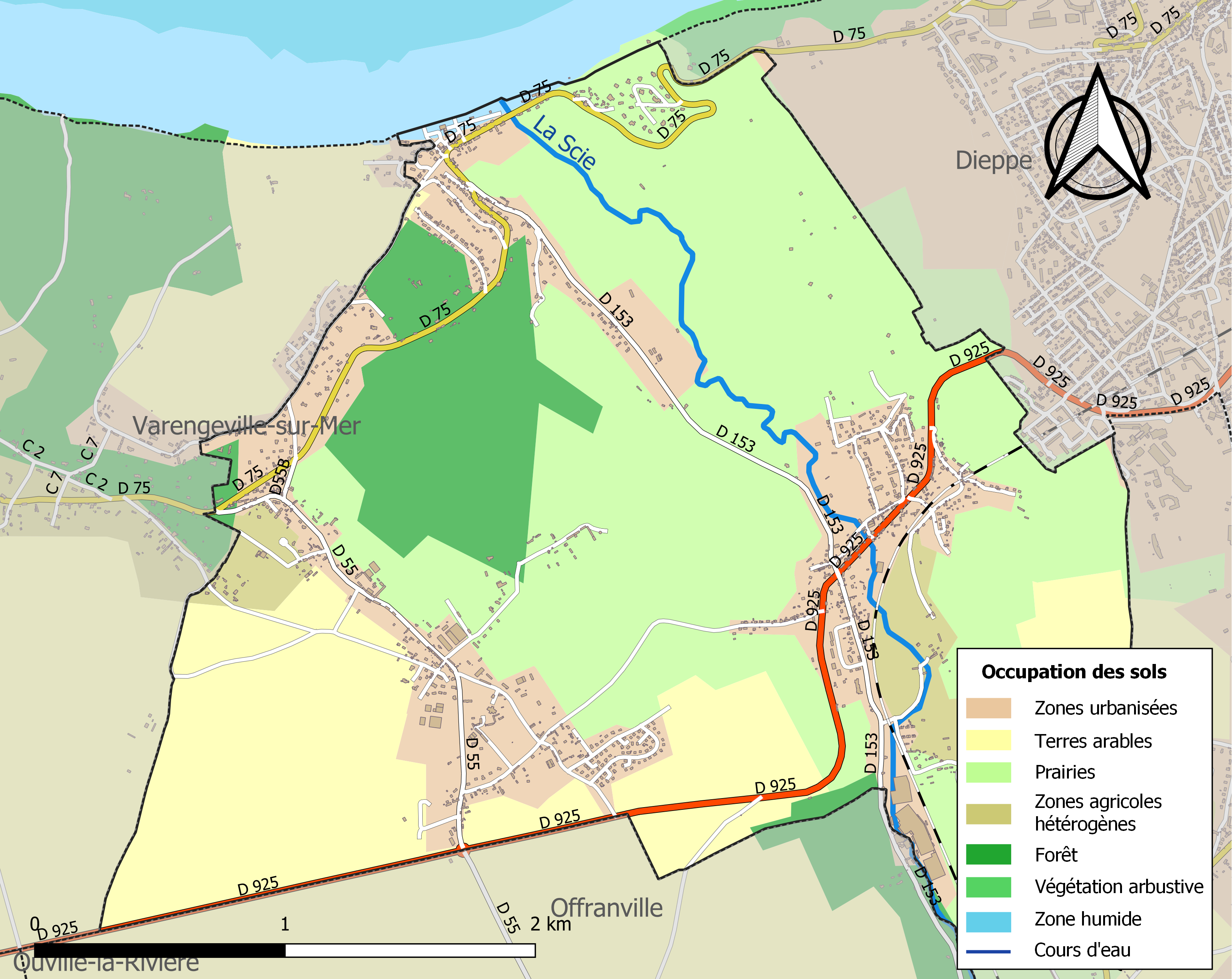
Carte des infrastructures et de l'occupation des sols de la commune en 2018 (CLC).

## Toponymie

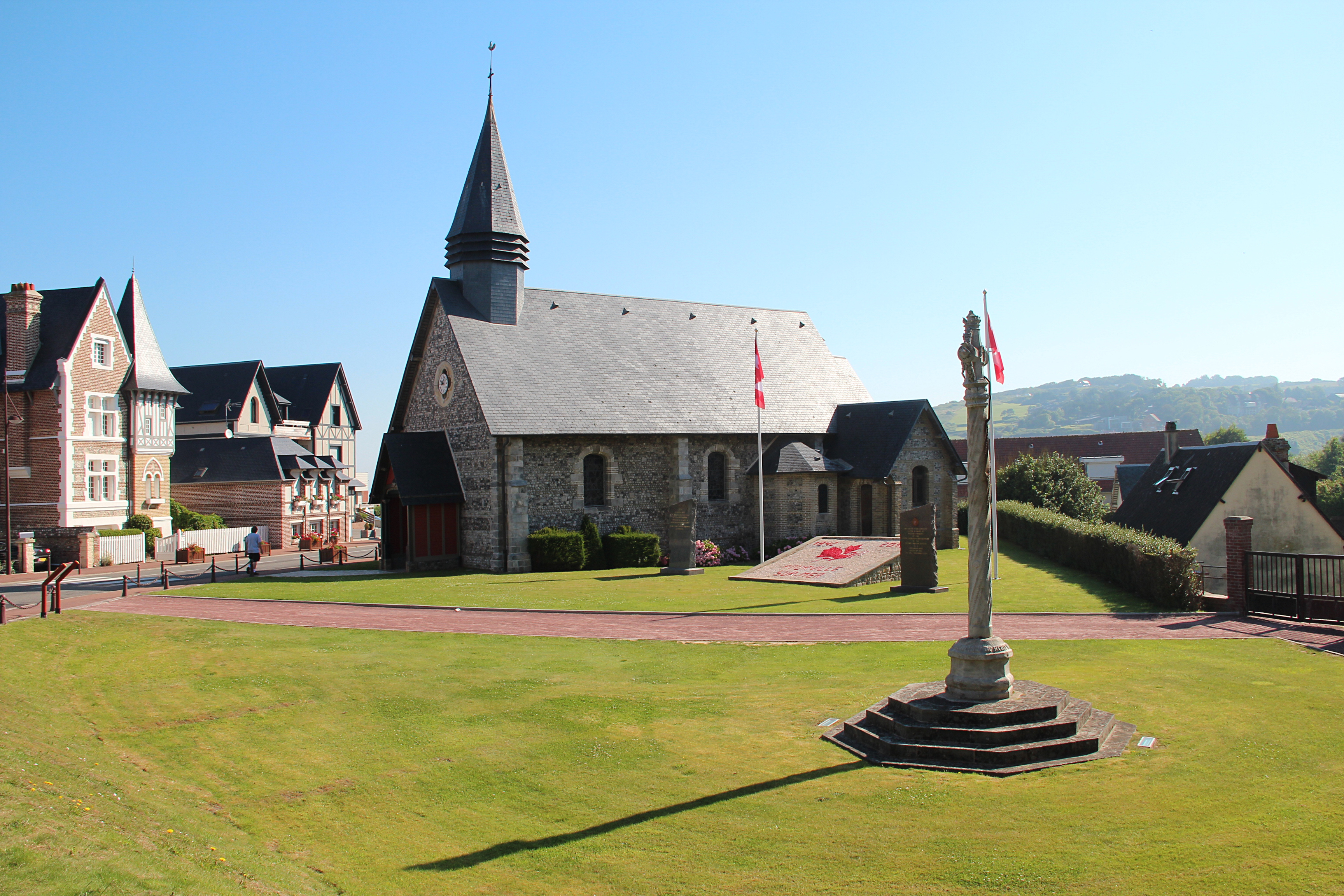
Pourville-sur-Mer (Hautot-sur-Mer), le quartier de la chapelle et du calvaire (1546).

Le nom de la localité est attesté sous la forme Hotot vers 1240, Hotot juxta Dieppam en 1252 (Arch. S.-M. G. 3988), Hotot sur Dieppe en 1394 et 1395 (Arch. S.-M. tab. Rouen, reg. 6 f. 122), Hautot sur Dieppe en 1748 (Pouillé), Hautot-sur-Mer en 1877.
Il existe quatre autres communes attestées anciennement sous la forme Hotot en Seine-Maritime, aujourd'hui altérées en Hautot , graphie moderne. En revanche, les Hottot , Hotot  du Calvados et de la Manche ont conservé leur o d'origine.
La finale -tot est une terminaison fréquente en Normandie, elle procède de l'appellatif tot « site à bâtir », par extension « maison rurale, ferme », ce terme est issu de l'ancien scandinave topt originellement « site à bâtir », devenu toft, d'où la terminaison -toft en Norvège, au Danemark, en Angleterre et dans le Schleswig-Holstein (Allemagne).
Le premier élément Ho- représente le vieil anglais hoh « rivage, terrain en pente » qui a évolué en -hou en finale dans les noms de lieux du Cotentin et, plus rarement, en Seine-Maritime. Hotot est donc un type toponymique anglo-scandinave, attesté en Angleterre dans Huttoft (Lincolnshire, Hotoft fin XIe siècle).
Le complément -sur-Mer apparaît en 1877.

## Histoire
- 3 février 1419 : durant la guerre de Cent Ans, assiégée par les Anglais, la place-forte d'Hautot capitule[21].
- 1822 : Hautot-sur-Mer absorbe Appeville-le-Petit et Pourville.
- 19 août 1942 : débarquement canadien à Pourville.
- 30 décembre 1958 : détachement d'une partie Nord-Est de la commune pour rattachement à la commune de Dieppe (le golf notamment)[22].

## Politique et administration
| Période                                  | Période                    | Identité             | Étiquette | Qualité |
| ---------------------------------------- | -------------------------- | -------------------- | --------- | --- |
| Les données manquantes sont à compléter. |                            |                      |           | |
| 1889                                     |                            | Paul Trouard-Riolle  |           | Avocat général |
| 1934                                     |                            | Ernest Leconte       |           | |
| /1950                                    |                            | Léonce Grau          |           | |
| mars 1971                                | mars 1977                  | Lucien Jouen         |           | |
| Les données manquantes sont à compléter. |                            |                      |           | |
| mars 1983                                | mars 1989                  | Dominique Sadé       |           | Professeur de comptabilité                                                                                                 |
| mars 1989                                | En cours (au 10 août 2020) | Jean-Jacques Brument | DVD       | Avocat Président (2014 → 2017) ou vice-président (2020 → ) de la CA de la Région Dieppoise Réélu pour le mandat 2020-2026, |

## Démographie
L'évolution du nombre d'habitants est connue à travers les recensements de la population effectués dans la commune depuis 1793. Pour les communes de moins de 10 000 habitants, une enquête de recensement portant sur toute la population est réalisée tous les cinq ans, les populations de référence des années intermédiaires étant quant à elles estimées par interpolation ou extrapolation. Pour la commune, le premier recensement exhaustif entrant dans le cadre du nouveau dispositif a été réalisé en 2007.

En 2022, la commune comptait 1 879 habitants, en évolution de −2,59 % par rapport à 2016 (Seine-Maritime : +0,35 %, France hors Mayotte : +2,11 %).
| 1793 | 1800 | 1806 | 1821 | 1831 | 1836 | 1841 | 1846 | 1851 |
| ---- | ---- | ---- | ---- | ---- | ---- | ---- | ---- | ---- |
| 520  | 505  | 460  | 502  | 829  | 868  | 925  | 950  | 930  |

| 1856 | 1861  | 1866  | 1872  | 1876  | 1881  | 1886  | 1891  | 1896  |
| ---- | ----- | ----- | ----- | ----- | ----- | ----- | ----- | ----- |
| 990  | 1 068 | 1 118 | 1 194 | 1 183 | 1 310 | 1 487 | 1 384 | 1 272 |

| 1901  | 1906  | 1911  | 1921  | 1926  | 1931  | 1936  | 1946  | 1954  |
| ----- | ----- | ----- | ----- | ----- | ----- | ----- | ----- | ----- |
| 1 342 | 1 483 | 1 431 | 1 361 | 1 311 | 1 419 | 1 589 | 1 689 | 1 903 |

| 1962  | 1968  | 1975  | 1982  | 1990  | 1999  | 2006  | 2007  | 2012  |
| ----- | ----- | ----- | ----- | ----- | ----- | ----- | ----- | ----- |
| 1 639 | 1 657 | 1 912 | 1 982 | 2 111 | 2 120 | 2 007 | 1 991 | 1 978 |

| 2017  | 2022  | - | - | - | - | - | - | - |
| ----- | ----- | - | - | - | - | - | - | - |
| 1 914 | 1 879 | - | - | - | - | - | - | - |

Jusqu'en 1820, le graphique ne tient pas compte des populations d'Appeville-le-Petit et de Pourville.

## Culture locale et patrimoine

### Lieux et monuments
- Un  château du XIXe siècle.
- Ruines d'un château féodal.
- Le cimetière militaire canadien de Dieppe.
- Deux églises du XVIe siècle dédiées à saint Remi[Lequel ?]. Le clocher de celle située à Petit-Appeville est inscrit au titre des monuments historiques[30].
- Deux croix en pierre du XVIe siècle.
- Moulin du XVIIIe siècle mentionné dès le XVe siècle.

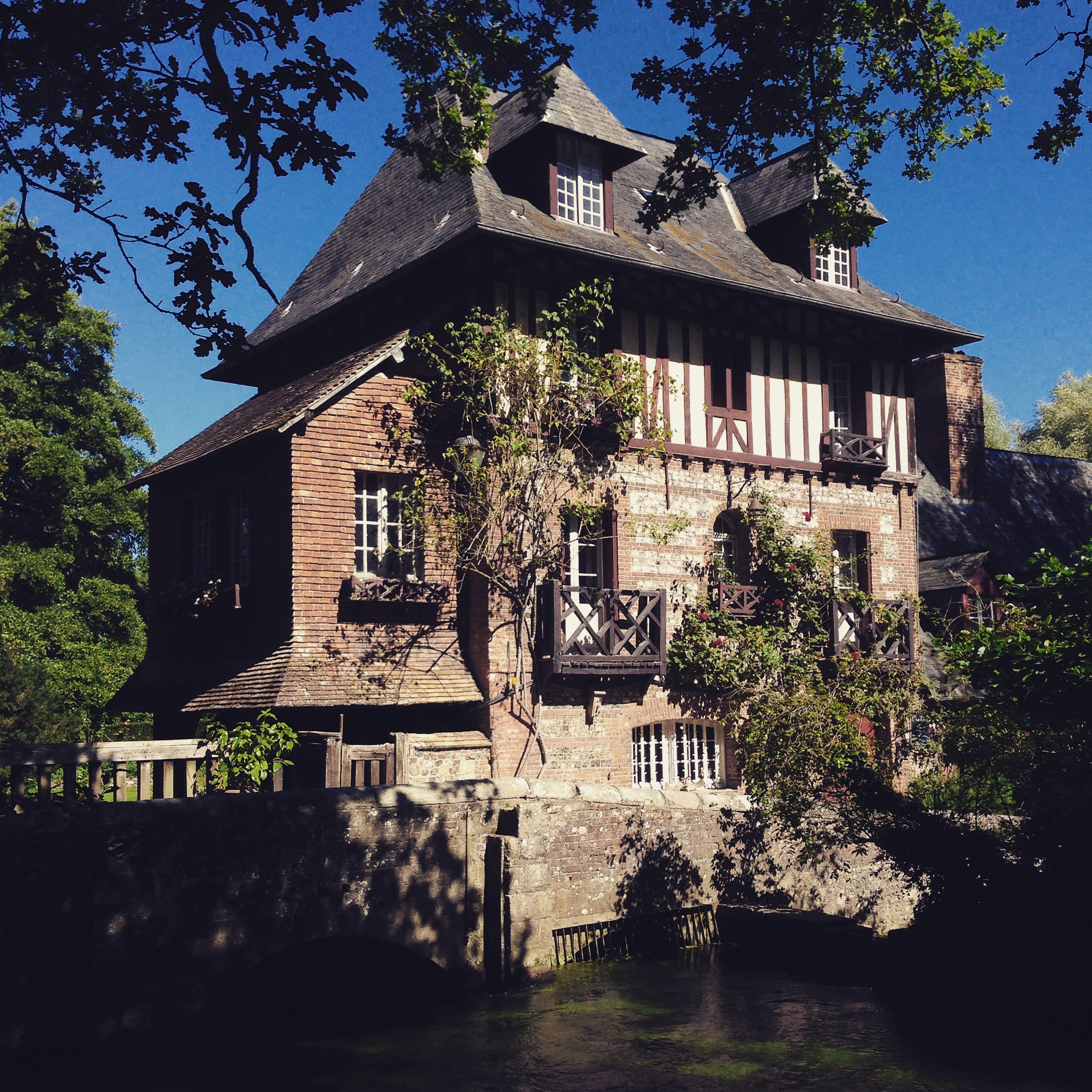
Moulin fleuri sur la Scie.
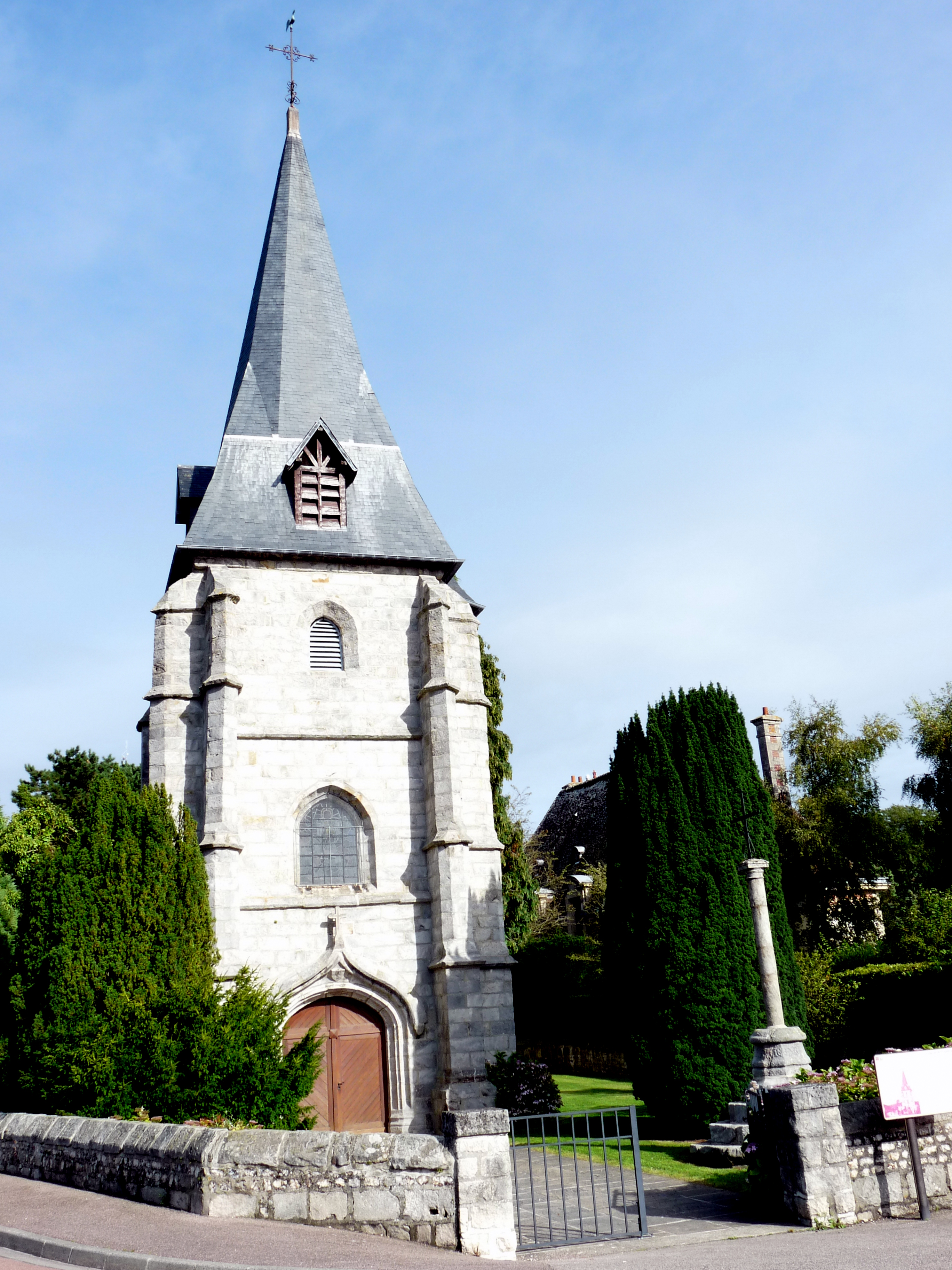
Église de Petit-Appeville.

### Personnalités liées à la commune
- Émile Fayolle repose au cimetière canadien.
- Jacques Ier de Monaco (prince de Monaco de 1731 à 1733) en possédait les terres.
- Claude Monet fit des tableaux du bord de mer.
- Anna Bilińska-Bohdanowicz fit des tableaux du bord de mer.

### Pourville et la peinture

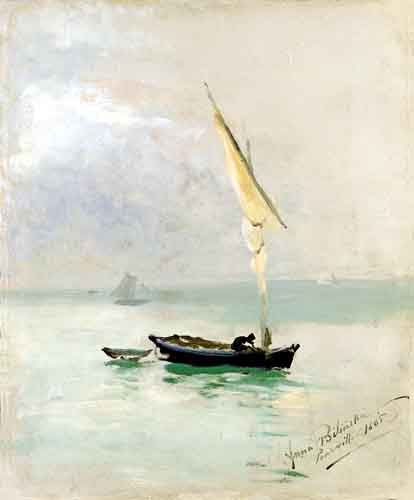
Voiliers à Pourville, 1885, Anna Bilińska-Bohdanowicz.
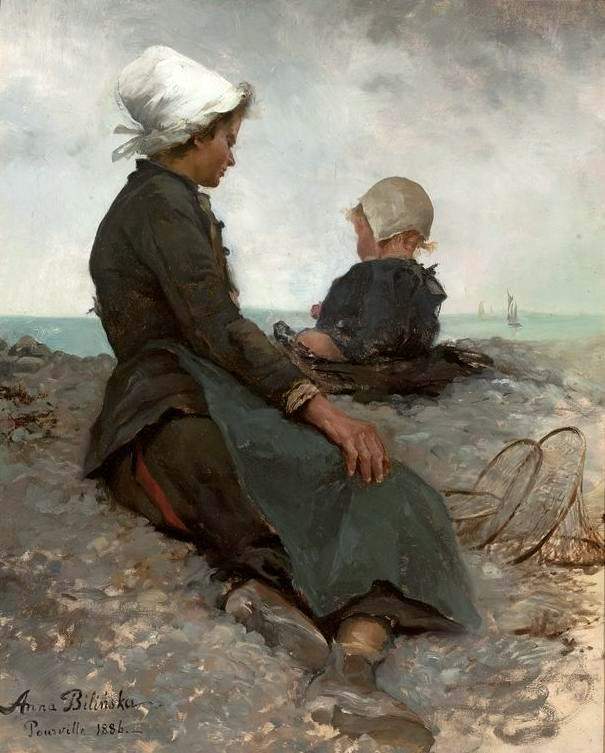
Sur le rivage, Pourville, 1886, Anna Bilińska-Bohdanowicz.
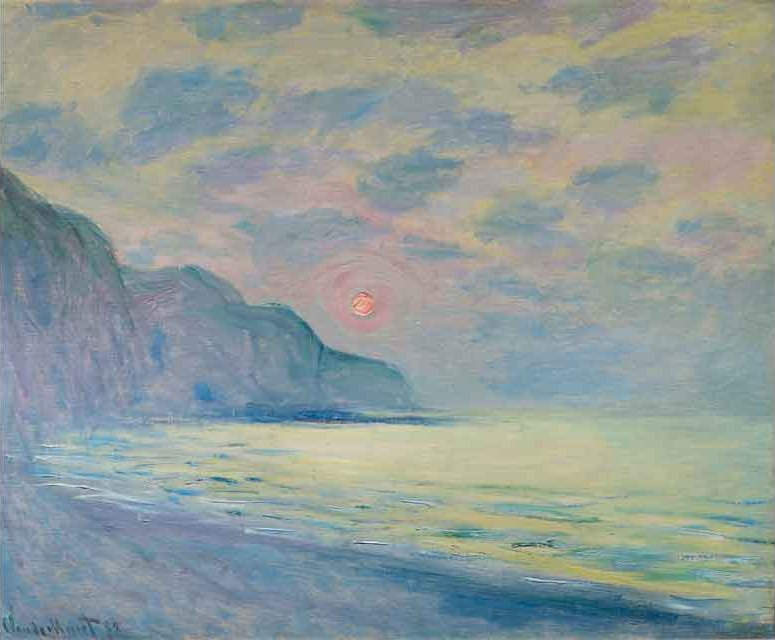
Soleil couchant, temps brumeux, Pourville, 1882, Claude Monet.
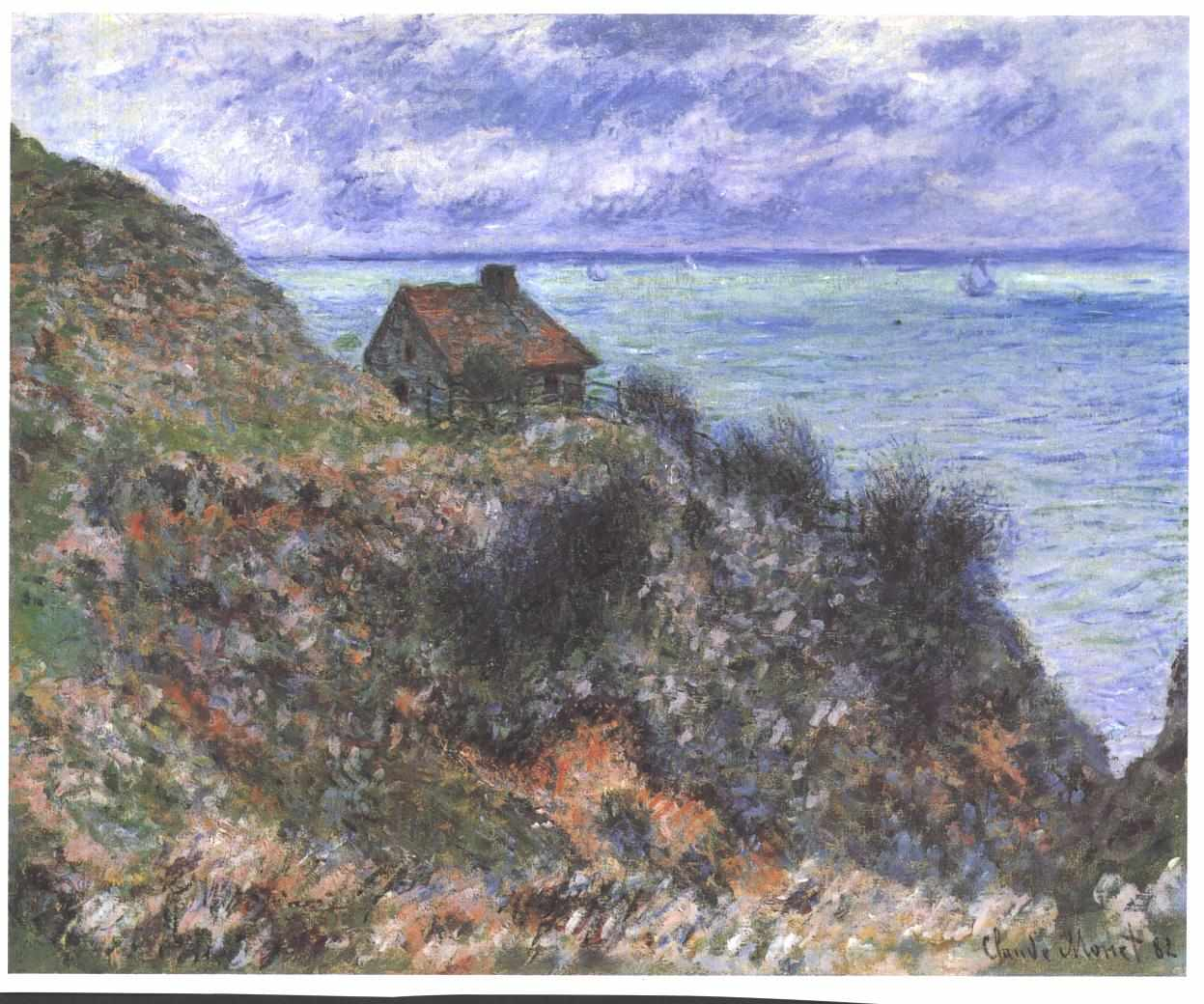
La Maison du pêcheur, temps couvert, 1882, Claude Monet.
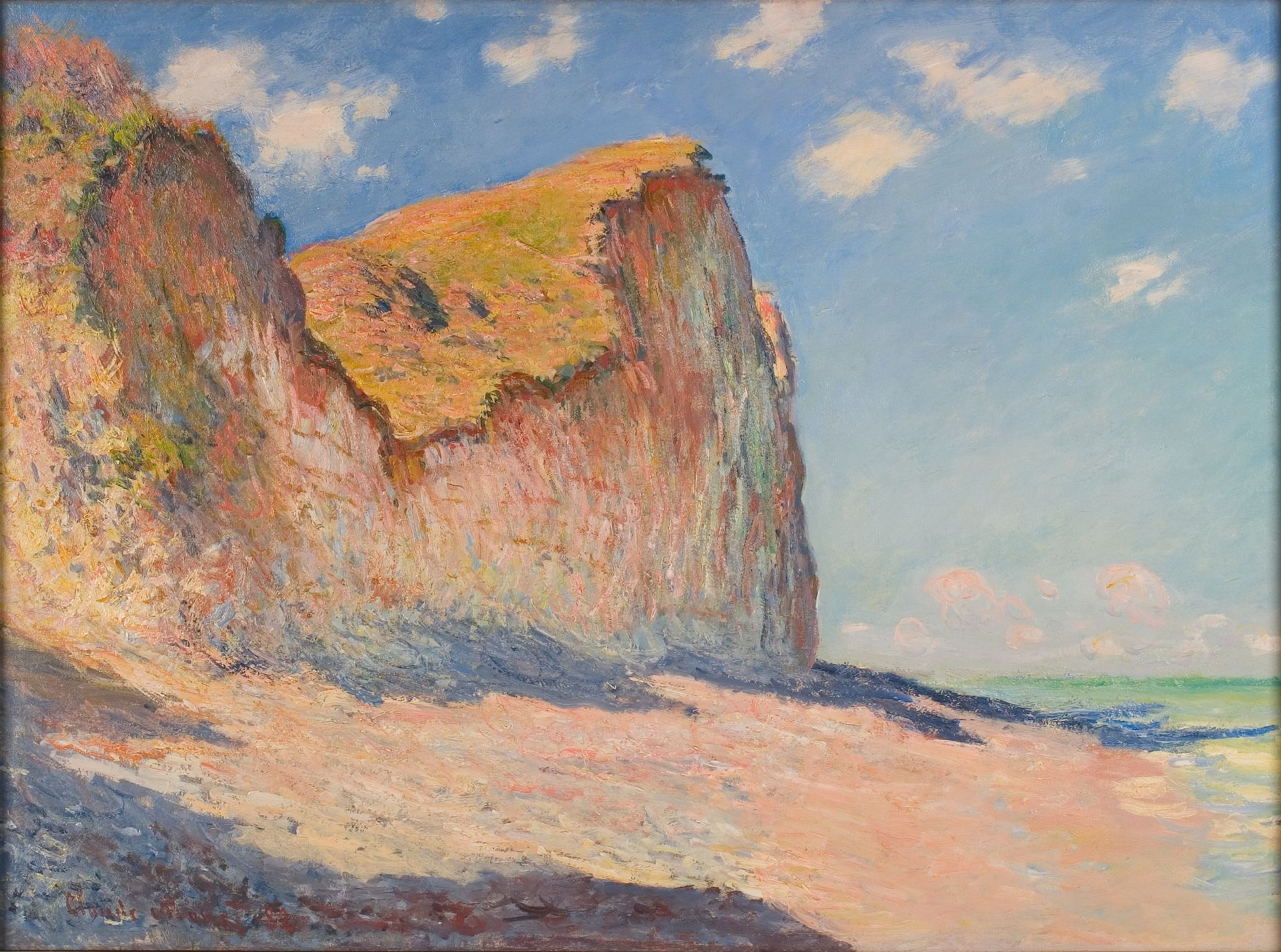
Falaises près de Pourville, 1882, Claude Monet.
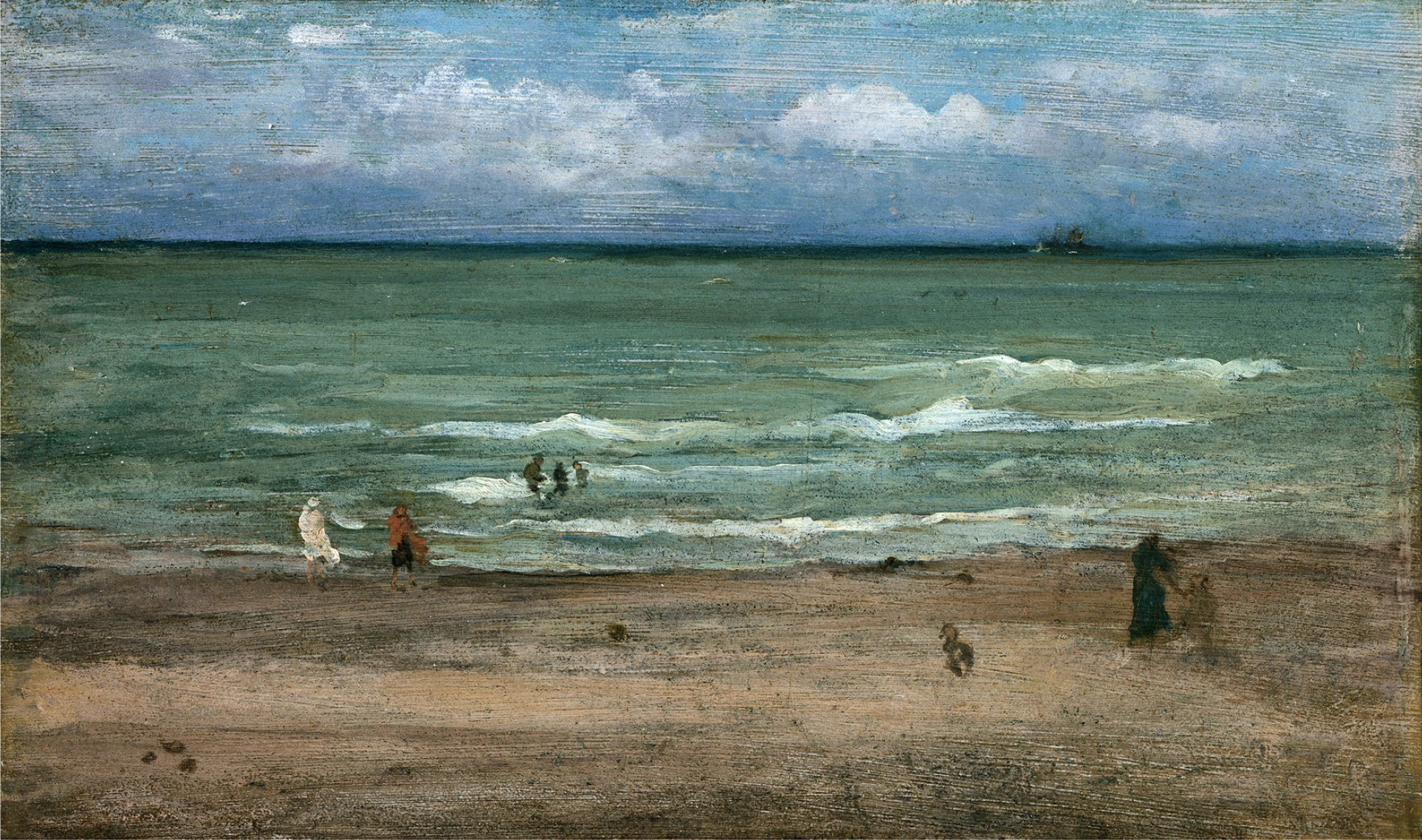
The Sea, Pourville, 1899, James Abbott McNeill Whistler.

## Voir aussi

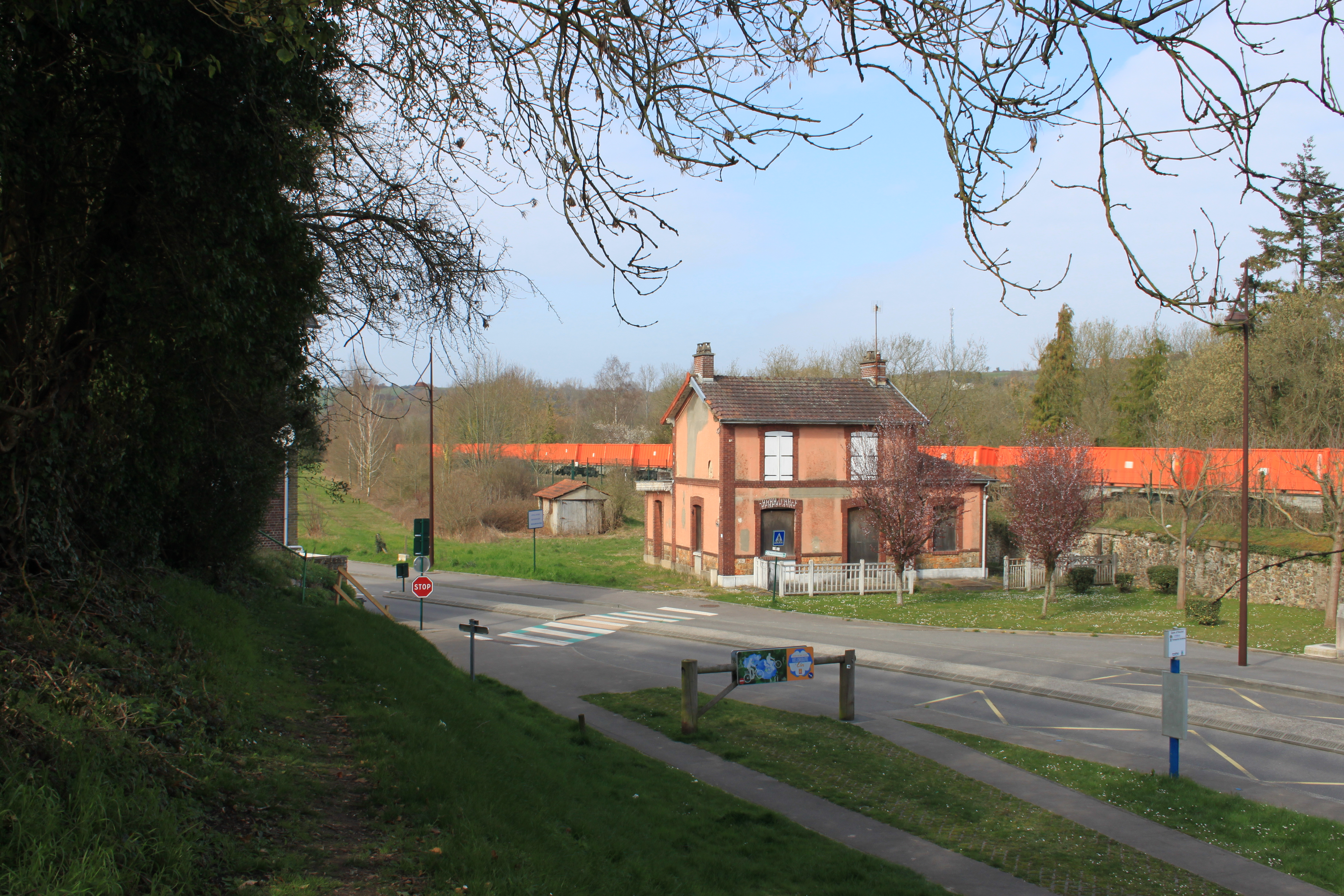
Ancienne gare de Petit-Appeville et train de terre sur la ligne de Malaunay à Dieppe.

### Héraldique
| Armes de Hautot-sur-Mer | Les armes de la commune de Hautot-sur-Mer se blasonnent ainsi : de sinople à sept vergettes retraites aiguisées d'argent, au comble du même, au lion d'or brochant sur le tout, le tout enfermé dans une filière d'argent. |